# Oriveden Ponnistus
L'Oriveden Ponnistus è una società pallavolistica femminile finlandese con sede a Orivesi: milita nel campionato finlandese di Lentopallon Mestaruusliiga.

## Rosa 2018-2019
| N° | Nome              | Ruolo | Data di nascita   | Nazionalità sportiva |
| -- | ----------------- | ----- | ----------------- | -------------------- |
| 1  | Shannon Dugan     | S     | 8 gennaio 1993    | Stati Uniti          |
| 2  | Erica Handley     | P     | 22 aprile 1995    | Stati Uniti          |
| 3  | Netta Rekola      | O     | 21 dicembre 2000  | Finlandia            |
| 4  | Tiana Dockery     | S     | 19 settembre 1993 | Stati Uniti          |
| 5  | Saara Holm        | S     | 7 gennaio 1998    | Finlandia            |
| 6  | Emilia Putkisaari | L     | 13 giugno 1998    | Finlandia            |
| 7  | Mona Kokko        | C     | 9 gennaio 1999    | Finlandia            |
| 9  | Nelli Rantanen    | O     | 15 settembre 1996 | Finlandia            |
| 10 | Sanna Häkkinen    | L     | 19 marzo 1990     | Finlandia            |
| 13 | Maria Tuominen    | P     | 21 aprile 1982    | Finlandia            |
| 14 | Saara Lepistö     | C     | 2 giugno 1994     | Finlandia            |
| 15 | Oona Viljanen     | S     | 7 ottobre 2003    | Finlandia            |

## Palmarès
- Campionato finlandese: 1

1996-97
- Coppa di Finlandia: 3

1996, 1997, 2018